# 古里乡
古里乡，是中华人民共和国内蒙古自治区呼伦贝尔市鄂倫春自治旗下辖的一个乡镇级行政单位。

## 行政区划
古里乡下辖以下地区：
猎民村和兴牧村。